# FANTASTIC TUNE
「FANTASTIC TUNE」（ファンタスティック・チューン）は、2014年2月26日にLantisから発売された小野賢章のデビューシングルである。

## 概要
本楽曲は小野自身が主人公・黒子テツヤ役を務めるテレビアニメ「黒子のバスケ」の初タイアップ曲で、第2期2クールエンディングテーマに起用された。販売形態は初回限定盤（LACM-34200）と通常盤（LACM-14200）の2種リリースで、初回限定盤には本楽曲のミュージック・ビデオを収録したDVDを同梱している。

## 収録曲
CD
1. FANTASTIC TUNE [4:08]
作詞、作曲、編曲：R・O・N
テレビアニメ「黒子のバスケ」第2期2クールエンディングテーマ。
2. For the glory days [4:54]
作詞：古屋真、作曲：TSUKASA、編曲：河田貴央
3. FANTASTIC TUNE（Off Vocal）
4. For the glory days（Off Vocal）

DVD（初回限定盤）
1. FANTASTIC TUNE -MUSIC VIDEO-

## 収録アルバム
| 曲名           | 収録アルバム                                           | 発売日         |
| -------------- | ------------------------------------------------------ | -------------- |
| FANTASTIC TUNE | 『TVアニメ『黒子のバスケ』Theme Song Best Collection』 | 2017年12月20日 |
| FANTASTIC TUNE | 『Take the TOP』                                       | 2018年2月26日  |